# Straggel och strul
Straggel och strul är den svenske artisten Ola Magnells fjärde album, utgivet på LP i juni 1979. Det har aldrig utkommit på CD.
Skivan spelades in i Metronomes studio i Stockholm 22–23 och 27 mars samt 27 april 1979 med Anders Burman som producent. Ljudtekniker var Janne Hansson.

## Låtlista
A
1. "Damen i svart" – 4:15
2. "Straggel och strul" – 6:45
3. "Mammons hage" – 4:16
4. "Sally och Sonny" – 3:20
5. "Sångerna vrenskas" – 4:45

B
1. "Odd" – 3:25
2. "Tidsdåren" – 3:55
3. "Hos kuratorn" – 11:20
4. "Skomakarvals" – 6:20

## Listplaceringar
| Lista (1979) | Topplacering |
| ------------ | ------------ |
| Sverige      | 21           |

### Fotnoter
1. 1 2  ”Ola Magnell”. Svensk mediedatabas. http://smdb.kb.se/catalog/search?q=Ola+Magnell&x=0&y=0. Läst 23 januari 2013.
2. ↑  Listplacering